# ラヴ・フーロソフィー
『ラヴ・フーロソフィー』 (Love Foolosophy)はジャミロクワイの楽曲。2001年のアルバム「ファンク・オデッセイ」でリリースされ、その後シングルカットされた。

## 概要
- 日本での発売はイギリスより約1週間半遅かった[1](後述「発売履歴」参照)。
- フーロソフィー(Foolosophy)は「Fool」と「Philosophy」をくっつけた造語。

## ミュージックビデオ
- 2001年12月にスペインのコスタ・デル・ソルで撮影された。
- ガールフレンド役にはハイディ・クルムが抜擢された。90年代後半クルムはジャミロクワイのビデオに出たいとファッション誌に語っており、バンドリーダーのジェイ・ケイはクルムにガールフレンド役をオファーし、クルムのスケジュールを数日抑えて一緒にスペインで撮影を行った[2]。
- 飛ぶ映像を入れるためにボディーフライトをすると決定していたため(後述参照)、ストーリーとしては「ハイディにプールに落とされてしまいグッチのスーツが濡れたのでボディーフライトで乾かした」と言う流れにした[2]。
- 落とされたプールで泳ぐシーンはミルク・トレイ・マン（英語版）をイメージして撮影された。ミルク・トレイ・マンとは、1970年代にイギリスで放送されていたテレビCMに出てくる男性で、箱入りチョコレート商品「ミルク・トレイ（英語版）」をアタッシュケースに入れて女性に届けるためにヘリから飛び降りたり雪山をスキーで走るなど、身体的にかっこよくやりこなす知的紳士である(ジェームズ・ボンドのように)。その中の１シリーズとして、かっこよく海に飛び込んで泳ぐCMもあり、水中でも変な顔にならずに映るためにケイはミルク・トレイ・マンを想像しながら撮影に臨んだそう[2]。
- 前述の古いCMでミルク・トレイ・マンが低空飛行するヘリからジャンプしてカッコよく地上に降りたのをケイは覚えており、そこからヒントを得て最初の段階ではヘリからのスカイダイビングを構想していた。しかし単独ジャンプのライセンスを持っていないためインストラクターと共に飛ばなければならず、インストラクター付きのヒーロでは映像としてかっこよくないため単独で飛べるボディーフライトに決定した[2]。
- ボディーフライトのテスト撮影を終え、グッチのスーツに着替えて飛んだらシャツもスラックスも風で激しくめくれ上がってしまった。このためスタッフがシャツにパンツや上着や襟を縫い付けて撮影されたそう[2]。
- 撮影予定日のコスタ・デル・ソルの天気予報は雨だったため、予定を変更し、ケイが所有する1958年製のベントレーS1タイプのコンチネンタルでクルムとドライブするシーンを撮る事にした。この車は非常に珍しいタイプのベントレーで、右ハンドルはわずか55台しか製造されなかった車種である。ベントレーをケイのイギリスの自宅からバルセロナに空輸し、ケイ自身が自分で運転して南下してコスタ・デル・ソルに運び、そこでクルムと撮影した[2]。
- 2023年7月、ケイは撮影に使用したベントレーを売りに出した。参考価格は140万ポンドと報道された[3]。

## トラック・リスト
日本盤CDシングル
1. ラヴ・フーロソフィー
2. ラヴ・フーロソフィー (Mondo Grosso love acoustic mix)
3. ラヴ・フーロソフィー (Knee Deep remix)
4. リトル・エル (Blaze remix)
5. ブラック・クロウ (Radio 1 acoustic session)
6. ピクチャー・オブ・マイ・ライフ (Radio 1 acoustic session)

## 売上ランキング
| 国別チャート(2002)                       | 売上ランキング |
| ---------------------------------------- | -------------- |
| オーストラリア (ARIA)                    | 19             |
| ベルギー (Ultratip Flanders)             | 9              |
| ベルギー (Ultratip Wallonia)             | 4              |
| Europe (Eurochart Hot 100)               | 55             |
| ドイツ (GfK Entertainment charts)        | 82             |
| アイルランド (IRMA)                      | 35             |
| イタリア (FIMI)                          | 14             |
| オランダ (Single Top 100)                | 85             |
| Romania (Romanian Top 100)               | 59             |
| スコットランド (Official Charts Company) | 12             |
| スペイン (PROMUSICAE)                    | 19             |
| スイス (Schweizer Hitparade)             | 32             |
| UK シングルス (OCC)                      | 14             |

## 発売履歴
| 国             | 発売日        | 販売媒体形式 | レーベル                               | 脚注   |
| -------------- | ------------- | ------------ | -------------------------------------- | ------ |
| イギリス       | 2002年2月25日 | CD           | Sony Soho Square                       | [ 17 ] |
| 日本           | 2002年3月6日  | CD           | ソニーミュージック、エピック・レコード | [ 1 ]  |
| オーストラリア | 2002年3月25日 | CD           | Sony Soho Square Columbia              | [ 18 ] |